# ضربة السباحة
تتكون السباحة البشرية عادةً من تكرار حركة جسم محددة أو ضربة سباحة لدفع الجسم للأمام. هناك أنواع عديدة من الضربات كل منها يُحدد أسلوب سباحة مختلفًا أو زحفًا.
في السباحة في المدارس الثانوية والجامعات والسباحة الأولمبية هناك ضربتان متموجتان -سباحة الصدر وسباحة الفراشة- وضربتان متناوبتان -السباحة الحرة وسباحة الظهر-.
تتضمن معظم أنواع السباحة حركات إيقاعية ومنسقة لجميع أجزاء الجسم الرئيسية - الجذع والذراعين والساقين واليدين والقدمين والرأس. ويجب عادةً مزامنة التنفس مع السباحة أيضًا. ومع ذلك يُمكن السباحة بتحريك الساقين فقط دون الذراعين أو الذراعين فقط دون الساقين وقد تُستخدم هذه الأنواع لأغراض خاصة كالتدريب أو التمرين أو من قِبل مبتوري الأطراف (الرياضيين البارالمبيين) والمصابين بالشلل .

## أساليب السباحة
في إطار المنافسة على وجه الخصوص تتغير تقنيات السباحة باستمرار لتصبح أسهل أو أكثر كفاءة مع استكشاف المزيد من الأشخاص لهذا النشاط.
- ركلة الدولفين : تُرفَع القدمان لأعلى ولأسفل مع الضغط عليهما. هذا هو الأسلوب المُستخدم عادةً في بداية السباق للحفاظ على السرعة التي يولدها السباح بالدفع عن الجدران في البداية والانعطافات.[1] عند استخدامها في السباحة تحت الماء عادةً ما تكون الذراعان ممتدتين أمام الرأس مع الحفاظ على ثبات اليدين معًا.
- ركلة السمكة : تُشبه ركلة الدلفين ولكن تُؤدى من جهة السباح. قد تكون هذه أسرع أنواع السباحة. تُنتج السباحة دوامات تدفع السباح للأمام. في ركلة الدلفين تتحرك الدوامات لأعلى ولأسفل حيث تُضطرب عند اصطدامها بسطح الماء أو قاع المسبح. أما في ركلة السمكة فتتحرك بشكل جانبي حيث لا توجد عوائق.[2]
- سباحة الصدر بالسحب للأسفل: أكثر أنواع السباحة شيوعًا تحت الماء إذ تتطلب طاقة منخفضة جدًا. يُستخدم بشكل رئيسي في حالات انقطاع النفس الديناميكي (DNF).
- ضربة أسد البحر: مستوحاة من أسلوب سباحة أسود البحر[3] تُؤدى هذه الضربة أساسًا بالتجديف مع وضع الذراعين على الجانبين على طول خط الجسم مع دعم قوي بركلات رفرفة في تسلسل متقابل. وهي فعالة جدًا عند السباحة في الأماكن الضيقة تحت الماء.

## روابط خارجية
- نظرة عامة تاريخية تعليمية على 150 ضربة سباحة تاريخية وأقل شهرة ، نسخة محفوظة 2024-06-29 على موقع واي باك مشين. ، تم استضافته سابقًا في swimmingstrokes.info